# グレン・シーボーグ
グレン・セオドア・シーボーグ（英: Glenn Theodore Seaborg(英語版)、1912年4月19日 - 1999年2月25日 ）は、アメリカの化学者、物理学者。ミシガン州イシュペミング生まれ。カリフォルニア大学バークレー校の研究者。超ウラン元素の合成および研究の功績により、1951年度のノーベル化学賞をエドウィン・マクミランとともに受賞した。
小惑星(4856) Seaborgはシーボーグに因んで命名された。

## 業績
加速器を用いて多くの新元素を発見したことで知られる。アクチニウムに始まる元素を「アクチノイド系列」と命名し、この系列に属する元素の大半、すなわちプルトニウム（原子番号94）、アメリシウム（95）、キュリウム（96）、バークリウム（97）、カリホルニウム（98）、アインスタイニウム（99）、フェルミウム（100）、メンデレビウム（101）、ノーベリウム（102）の発見に寄与した。
その他にも、マンハッタン計画に参加し、原子爆弾に用いるプルトニウムの分離に関わった。1965年には「安定の島」の存在を提唱した。
シーボーグの名前にちなんで、原子番号106の新元素はシーボーギウムと名づけられ、生存中の人物にちなんで名付けられた初の事例となった。なお、生存中の人物にちなんだ元素名はほかにユーリイ・オガネシアン（1933年生、存命中）の名前にちなむオガネソンがある。1987年にはその功績を称えてグレン・T・シーボーグ・メダルが創設された。
1980年、卑金属のビスマスを金へ転換することに成功。

## 受賞歴
- 1947年 - ACS純粋化学賞
- 1948年 - ウィリアム・H・ニコルズ賞
- 1951年 - ノーベル化学賞
- 1956年 - センテナリー賞
- 1959年 - エンリコ・フェルミ賞
- 1963年 - フランクリン・メダル
- 1963年 - ワシントン賞
- 1966年 - ウィラード・ギブズ賞
- 1968年 - 化学パイオニア賞
- 1973年 - アメリカ化学者協会ゴールドメダル
- 1979年 - プリーストリー賞
- 1987年 - グレン・T・シーボーグ・メダル
- 1988年 - ヴァネヴァー・ブッシュ賞
- 1991年 - アメリカ国家科学賞